# Exam
Exam è un film del 2009 scritto, prodotto e diretto da Stuart Hazeldine.
Fu proiettato in anteprima al Festival di Edimburgo nel giugno del 2009, per poi uscire nelle sale britanniche a settembre dello stesso anno.
La pellicola è stata candidata come miglior opera di un esordiente al Premi BAFTA 2010 e al Raindance Award nel corso del British Independent Film Awards 2009, senza tuttavia ricevere nessuno dei due premi.
Titoli di testa a parte che non comprendono comunque riprese in esterno, l'intero film è ambientato in una stanza d'esame, senza appunto alcuna ripresa in esterni. Le riprese sono state effettuate presso gli Elstree Film Studios di Borehamwood, in Inghilterra.

## Trama
In un mondo devastato da una pandemia globale, una potente casa farmaceutica è alla ricerca di un nuovo collaboratore.
Giungono all'esame finale otto candidati - identificatisi con dei nickname per non dichiarare il nome vero: un francese timido ed occhialuto (Deaf), una taiwanese, una bruna laureata in psicologia e impiegata nelle HR (Dark), una castana (Brunette), un bianco dai modi spocchiosi (White), un ex soldato indiano (Brown), una bionda (Blonde) e un nero (Black) - a cui, dopo esser stati fatti accomodare in una stanza con otto scrivanie con una matita e un foglio, viene spiegato che devono rispondere a una domanda entro 80 minuti e che saranno esclusi immediatamente dalla selezione se rovineranno volontariamente o accidentalmente il loro foglio, tenteranno di parlare con il supervisore o la guardia o lasciare la stanza.
Tra gli otto inizia un gioco al massacro per cercare di capire quale sia la domanda alla quale rispondere: compito arduo, visto che i fogli sono completamente bianchi. Dopo svariati esperimenti ed esclusioni dei partecipanti rimangono solo White, Black e Blonde così White, che è ammalato e ha bisogno di quel lavoro per la cura, dato che restano solo pochi minuti, arriva a sparare con la pistola della guardia. Il countdown finisce con White e Blonde nella stanza ma White, non sapendo che il timer era stato manomesso da Deaf, commette l'errore di rivolgersi al supervisore prima che il tempo sia terminato davvero venendo così escluso.
Rimasta sola Blonde, grazie agli occhiali di Deaf rimasti nella stanza quando era stato portato via e a un pezzo di vetro delle luci, legge in sovraimpressione sul foglio una minuscola scritta “Domanda 1.”. è così che Blonde si ricorda che, prima di lasciarli soli, il supervisore aveva chiesto loro se avevano domande (“Any question?”) e che la risposta doveva essere “No”. Lo scopo della compagnia era proprio quello di trovare una persona capace di ascoltare, fare attenzione ai dettagli, essere compassionevole ed intelligente e Blonde, trovando la soluzione e salvando la vita a White, ha dimostrato tutte queste capacità. 
Scoperto che il CEO è Deaf, Blonde è titubante a lavorare per una azienda che ha permesso un omicidio ma il supervisore le rivela che Black non è morto perché il proiettile conteneva una capsula per la rigenerazione rapida dei tessuti. È così che Blonde accetta l'incarico.